# 234 a.C.
Il 234 a.C. (CCXXXIV a.C. in numeri romani) è un anno  del III secolo a.C.

## Eventi
- Roma
  - Corsica, Sardegna e Liguria cercano invano di ribellarsi al controllo di Roma.
  - Costruzione del Tempio di Honos e Virtus da parte di Q. Fabio Massimo Verrucoso
- Grecia
  - L'Alleanza dell'Epiro viene sostituita da uno stato federale
  - La città di Vecchia Pleuron viene distrutta dal sovrano macedone Demetrio II Etolico
  - Lidiade porta Megalopoli nella Lega achea
- India - Si tiene il terzo concilio buddhista (Sangayana) a Patna
- Cina
  - (Dinastia Qin): 100.000 soldati Zhao vengono uccisi nella battaglia di Pingyang
  - Ch'in Shin Huang Ti (Re Cheng) inizia l'unificazione della Cina
  - Inizia la costruzione della Grande Muraglia

## Morti
- Zenodoto di Efeso, primo bibliotecario della grande Biblioteca di Alessandria
- Diodoto, satrapo Seleucide della Battriana
- Georgia - Re Parnazavi o Farnabazo I di Iberia
- India - Ashoka, sovrano dell'Impero Maurya
- Cina - Han Fei, studioso della scuola legista del periodo delle Cento scuole.